# 625 هـ
625 هـ هي سنة في التقويم الهجري امتدت مقابلةً في التقويم الميلادي بين سنتي 1227 و1228.

## أحداث
- ثورة ابن أبي الطواجين في شمال المغرب.

## مواليد
- ابن دقيق العيد
- أبو العباس الإشبيلي

## وفيات
- ابن سقلاب